# Proprioception

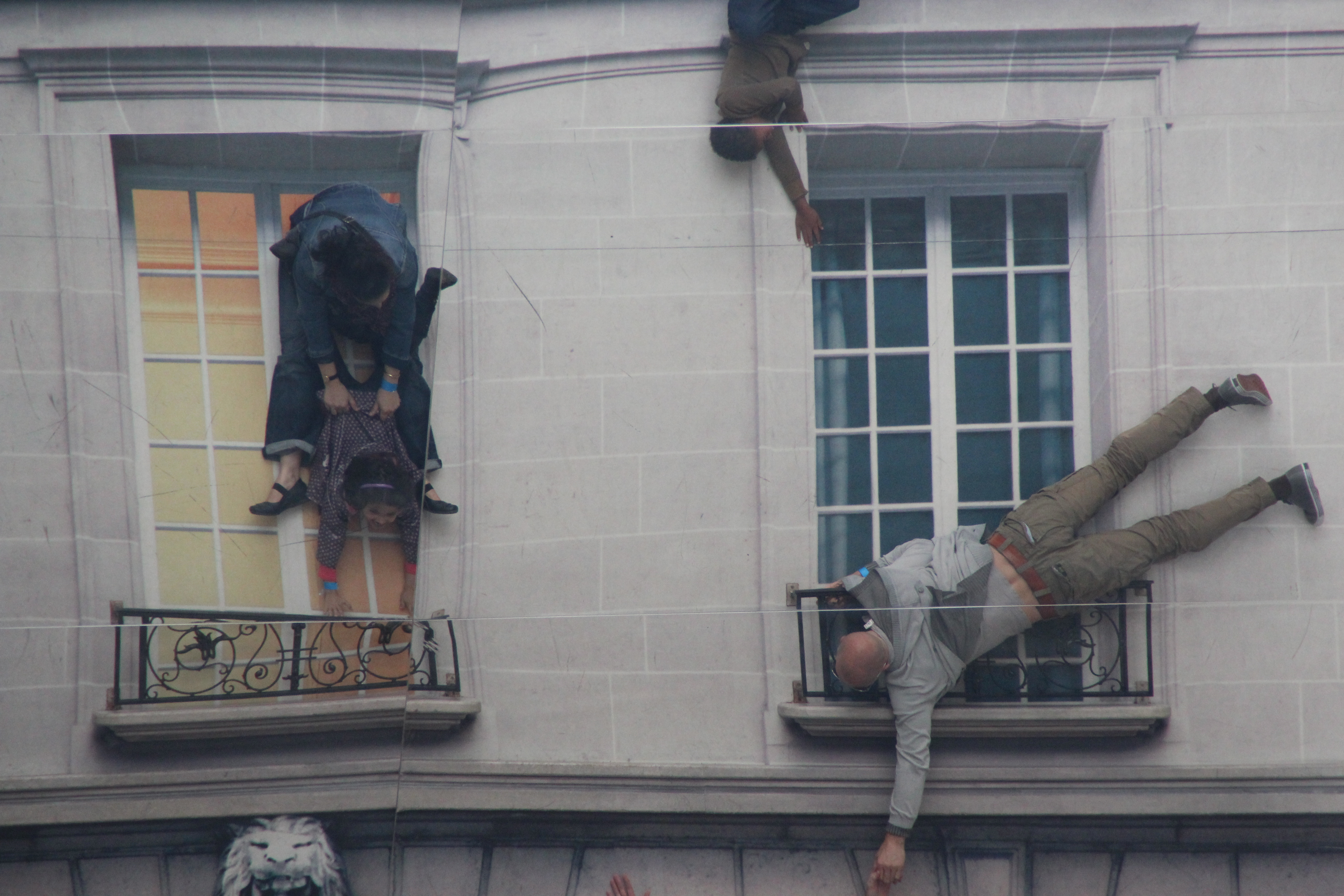
Les gens sont couchés sur le sol qui imite une façade d'immeuble parisien, un miroir tenu au-dessus d'eux donne l'impression qu'ils escaladent une vraie façade lors du festival Futur en Seine 2012. Artiste : Leandro Erlich

La proprioception (de proprio-, tiré du latin proprius, « propre », et de [ré]ception), ou sensibilité profonde, est la perception, consciente ou non, de la position des différentes parties du corps, qui se fait sans recours à la vision.
Elle fonctionne grâce à près de trente millions de récepteurs sensoriels, appelés propriocepteurs, présents dans les muscles, les articulations, les ligaments, les tendons, la peau, et les fascias. Ils adressent des signaux qui transitent par les nerfs sensitifs vers la moelle épinière, puis vers le cervelet (proprioception inconsciente) et le cerveau (proprioception consciente,), les renseignant sur la tonicité des muscles et la position exacte des différentes parties du corps,,. Ces centres nerveux réagissent en contractant ou relâchant certains muscles afin de réguler le tonus postural et pour réaliser les mouvements désirés. Les propriocepteurs font donc partie des mécanismes de contrôle de l’exécution du mouvement, de la régulation de l'équilibre du corps et de sa localisation dans l'espace. La proprioception fait partie de la somesthésie.
La proprioception permet l'élaboration d'un schéma corporel statique et dynamique qui se construit avec l'âge et s'affine avec l'expérience,,. Imaginer une action active les mêmes circuits neuronaux que son exécution, l'imagerie motrice est utilisée dans les domaines du sport et de la rééducation. Des recherches récentes montrent un lien très étroit entre proprioception et émotions, qui est exploré pour traiter certains troubles mentaux comme la dépression.
De rares patients sont totalement privés de proprioception à la suite d'une neuropathie, on parle alors de déafférentation,, d'autres naissent avec une mutation du gène PIEZO2 impliqué dans la proprioception, à l'origine d'importants troubles musculosquelettiques. Plus couramment, quand la proprioception donne des informations erronées en l'absence de lésion, des symptômes très divers peuvent apparaître, on parle alors de dysproprioception. Différentes pathologies provoquent des déficits proprioceptifs, pour lesquels il n'existe pas encore de réelle prise en charge,.
La proprioception a été d'abord caractérisée chez les humains. Le terme fut proposé par Charles Scott Sherrington en 1900 et 1906. La proprioception s'observe aussi chez les animaux, vertébrés et invertébrés. Plus récemment, une proprioception a été découverte chez les plantes,,.

## Physiologie de la proprioception
Muscles, tendons, articulations, ligaments, peau, et fascias possèdent une innervation sensitive propre. Leurs récepteurs sensoriels (notamment fuseaux neuromusculaires et organes neurotendineux) sont appelés « éléments proprioceptifs », car ils réagissent non pas à une excitation venant de l'extérieur (comme les éléments extérocepteurs des cinq sens), mais à une excitation provenant de l'organe lui-même. C’est donc une sensibilité très profonde du corps à lui-même.
Ces récepteurs sont des mécanorécepteurs appelés propriocepteurs, qui peuvent détecter lorsque les tissus sont étirés ou subissent des tensions et des pressions. Les influx nerveux qui y naissent apportent aux centres du névraxe (système nerveux central) des renseignements perçus ou non par la conscience, sur le degré de tonus ou de contraction des muscles ou sur les positions relatives des différents segments du corps.
- Les fuseaux neuromusculaires sont présents dans la zone charnue des muscles, ils donnent des informations sur la longueur du muscle et la vitesse de ses variations. Leur sensibilité a la particularité d’être variable et peut être contrôlée par le système nerveux central. Notre cerveau peut les rendre plus ou moins sensibles en fonction du contexte dans lequel une action est exécutée, il est à l’origine d’un réglage très fin de cette sensibilité musculaire[5].
- Les organes tendineux de Golgi  se trouvent aux jonctions musculotendineuses, ces récepteurs sensoriels sont sensibles lorsqu'ils sont étirés.
- Au niveau des capsules et des ligaments articulaires se trouvent les corpuscules de Pacini et de Ruffini, qui fournissent des informations sur la position et le mouvement des articulations. Les récepteurs de Ruffini sont sensibles à la direction et à l’amplitude du mouvement, tandis que les corpuscules de Pacini détectent les changements rapides de position articulaire[16].

Le problème de la conduction des influx sensitifs a été particulièrement difficile à élucider, pour plusieurs raisons : si les influx d'origine profonde ou superficielle (proprioceptifs ou extéroceptifs) sont conduits en bloc à la moelle par les nerfs spinaux, il n'en est plus de même dans la moelle : les différents influx y sont véhiculés par des faisceaux différents selon la qualité de sensation.
Avec l’avènement de l’IRM, la fin du XXe siècle a permis la découverte de deux voies de conduction des influx proprioceptifs vers le cortex cérébral et cérébelleux. La proprioception générale arrive au cerveau par deux voies distinctes qui collaborent sans cesse : une voie consciente qui va vers le cortex somesthésique primaire et est à l’origine d’une perception consciente, ; et une voie inconsciente qui va vers le cervelet, elle n’engendre pas de perception consciente et est à l’origine d’une régulation motrice inconsciente,,. La voie de la proprioception consciente est utilisée quand nous préparons ou réalisons un mouvement volontaire conscient (exemple : réaliser un enchaînement de pas de danse pour la première fois). Elle est utilisée lors de chaque nouvel apprentissage, elle est à la base du schéma corporel. Mais cette information proprioceptive est relativement lente en raison du temps de conduction le long des neurones pour arriver jusqu’au cortex somesthésique primaire. Elle ne peut suffire pour un contrôle rapide des mouvements automatiques, les mouvements que nous exécutons sans avoir besoin de réfléchir, qui ont été acquis du fait de l’évolution de notre espèce ou de l’apprentissage (exemples : locomotion basique, gestes sportifs automatisés grâce à la répétition). La majorité des informations proprioceptives sont inconscientes, elles permettent au cervelet une adaptation motrice très rapide. Certains réflexes spinaux relèvent aussi de la proprioception inconsciente, les message nerveux s’arrêtent au niveau de la moelle épinière pour permettre une réaction d’urgence de protection (exemple : réflexe myotatique),.
La proprioception crânio-faciale provient des muscles innervés par le nerf trijumeau, il conduit notamment la proprioception du visage, la proprioception oculaire et les informations proprioceptives de certains muscles de la mastication, dont ceux de la langue qui est impliquée dans la régulation de l'équilibre postural. Les afférences sensorielles trigéminales (informations émanant des récepteurs sensitifs du nerf trijumeau) jouent un rôle dans la stabilisation de la posture et du regard. Une modification de ces afférences peut avoir des répercussions sur le maintien de l'équilibre postural,.

### Sensibilité proprioceptive consciente
Les faisceaux graciles (ou de Goll) et cunéiformes (ou de Burdach) sont formés par les fibres longues de cellules en T qui montent sans relais sur toute la hauteur de la moelle jusqu'aux noyaux de Goll et Burdach dans le bulbe, avant de gagner le thalamus, puis le cortex somesthésique primaire. Ils transportent les messages qui viennent des muscles, des tendons, des ligaments ainsi que des capsules articulaires, des fascias et de la peau ; messages qui sont à l'origine de la sensibilité proprioceptive consciente. La sensibilité tactile discriminative emprunte aussi ces voies,. Les fibres de ces faisceaux ne se croisent pas dans la moelle mais dans le bulbe : si les extrémités nerveuses à gauche sont coupées, il y aura perte de sensibilité à gauche.
Pour mieux comprendre quels signaux sont perçus et encodés dans le cerveau lorsque le système proprioceptif est activé, des neuroscientifiques de l’Université de Fribourg ont étudié le comportement de souris entraînées à effectuer une tâche perceptive à l’aide d’un système robotisé. Dans un article publié dans Nature Communications en 2023, ils ont pu démontrer que les signaux proprioceptifs remontent des muscles des membres antérieurs de la souris vers le cortex et ont mis en évidence le rôle clé joué par certains neurones du cortex somatosensoriel pour traiter les stimuli proprioceptifs consciemment perçus. Ils ont aussi observé que ces neurones codent la proprioception des membres en termes de direction du mouvement, mais toutes les directions ne sont pas représentées de manière uniforme et cette représentation est plutôt organisée en fonction de l'axe du corps. D’après ces résultats, les souris perçoivent leurs membres comme se rapprochant ou s’éloignant de leur propre corps, et non pas comme comme étant fléchis ou étendus.
Pour étudier la manière dont le cerveau traite les informations proprioceptives, des chercheurs de l’École polytechnique fédérale de Lausanne ont mis au point un modèle basé sur des neurones artificiels pour prédire les actions des primates. Dans une publication datant de 2024, ils rapportent qu'ils ont découvert que les modèles de réseaux neuronaux entraînés sur des tâches qui prédisent la position et la vitesse des membres étaient les plus prédictifs de l’activité neuronale, ce qui indiquerait que le cerveau intègre en priorité l’activité des fuseaux neuro musculaires pour comprendre la position et les mouvements de notre corps. Contrairement à leurs attentes, les chercheurs ont constaté que leur modèle a prédit l’activité du noyau cunéiforme et du cortex somesthésique primaire de manière équivalente, ce qui suggère que ces deux régions du traitement de l’information proprioceptive sont plus similaires que ce qu'ils supposaient,.

### Sensibilité proprioceptive inconsciente
Les faisceaux cérébelleux direct et croisé transportent les influx issus des fuseaux neuromusculaires, des organes tendineux de Golgi et des récepteurs articulaires, en provenance du tronc et des membres. Ils ne donnent pas lieu à des sensations conscientes, car leurs afférences n'arrivent pas jusqu'au cortex. Les deux faisceaux ont un premier relais spinal, puis ils se projettent au niveau du cervelet et permettent à cet organe d'intervenir sur les réactions motrices en régulant le tonus musculaire, la coordination des mouvements automatiques et l'équilibre.

### Proprioception oculaire
Chez les humains, les muscles du corps qui possèdent la plus forte densité de capteurs proprioceptifs sont les muscles qui leur permettent d’actionner leurs yeux . Chaque globe oculaire possède six muscles oculomoteur (MOM) qui réalisent une perception proprioceptive, permettant au cerveau de connaître l'emplacement du globe oculaire dans son orbite. Ce sont des muscles striés , précis, rapides, très résistants à la fatigue. Les fibres qui les composent sont parmi les plus fines de l'organisme. Comme pour les autres muscles de l’organisme, on retrouve dans les MOM des fuseaux neuro-musculaires disposés parallèlement aux fibres musculaires. Dans les tendons, les organes tendineux de Golgi sont remplacés par des terminaisons spécifiques musculo-tendineuses, les palissades de Dogiel. Les informations proprioceptives oculaires sont dirigées vers le cerveau par le nerf trijumeau : les fibres émanant des propriocepteurs oculaires quittent les nerfs oculomoteurs à la sortie de l’orbite, elles rejoignent, à l'intérieur de la boîte crânienne, la branche ophtalmique du nerf trijumeau et font relais dans le ganglion de Gasser avant de rejoindre le noyau mésencéphalique et spinal du nerf trijumeau.
Le cerveau utilise les informations rétiniennes, la décharge corollaire de la commande oculomotrice et les informations proprioceptives musculaires pour positionner correctement l'œil dans l'orbite,. Les informations rétiniennes sont insuffisantes pour une perception précise de l’emplacement d'un l’objet dans l'environnement, car une même projection rétinienne peut correspondre à des emplacements différents dans l’espace visuel, selon la direction du regard. Chez l’homme, les études réalisées par l’équipe de Daniela Baslev à l’Université de St Andrews (GB) ont démontré le rôle de la proprioception dans l’attention visuelle et son importance dans la correction des imperfections du regard,,,. Ces travaux confirment que la proprioception oculaire et l’activité visuelle (traitement de l’image) sont en interaction permanente. Une perception visuelle de qualité est dépendante de la proprioception oculaire et vice et versa.
Le nerf trijumeau conduit la proprioception oculaire, mais aussi une grande partie des informations sensitives de la bouche et les informations proprioceptives de certains muscles de la mastication. C'est pourquoi il est possible de modifier la perception visuelle en changeant la perception orale,.

## Génétique
En 2021, Ardem Patapoutian a reçu le prix Nobel de médecine pour sa découverte de récepteurs  impliqués dans la mécanosensation, nommés PIEZO1 et PIEZO2 (du grec piezo, signifiant « pression »), le second étant le principal senseur du toucher et de la proprioception. Des mutations du gène PIEZO2 entraînent des anomalies squelettiques chez l'humain, notamment scoliose et dysplasie de la hanche. Une équipe Israélienne a montré que la protéine PIEZO2 exprimée dans les neurones proprioceptifs est essentielle pour l’intégrité du squelette : elle permet de réguler le développement et la fonction du squelette, en particulier l'alignement de la colonne vertébrale, la réparation des fractures osseuses et la morphogenèse des articulations.
En 2022, Niccolò Zampieri et son équipe ont publié dans la revue Nature Communications leur découverte de marqueurs génétiques uniques aux neurones propriocepteurs localisés dans les ganglions rachidiens qui contrôlent les muscles du dos, de la région abdominale et des jambes. Les neurones propriocepteurs du dos sont caractérisés par l'activation des gènes Tox et Epha3, ceux des abdominaux par l'activation de C1ql2, et ceux des membres postérieures, Gabrg1 et Efna5. Ces chercheurs ont aussi montré que ces gènes sont déjà actifs chez l’embryon et le restent ensuite au moins un certain temps après la naissance, ce qui signifie qu'il existe des marqueurs génétiques fixes qui décident si un neurone propriocepteur innervera les muscles de l'abdomen, du dos ou des membres postérieurs,.
Un autre gène impliqué dans la proprioception a été découvert en 2023 par l'équipe de recherche de Elazar Zelzer : le gène ASIC2 qui est un élément clé de la sensibilité proprioceptive et un régulateur de l’alignement de la colonne vertébrale.

## Schéma corporel
La proprioception est essentielle pour construire le schéma corporel, puis le mettre à jour tout le long de la vie.
Au troisième trimestre de la grossesse, les mouvements que le fœtus réalise, particulièrement durant son sommeil actif, contribuent à la construction d’un réseau cérébral de base lui permettant de comprendre quelle partie de son corps bouge et comment elle a été en contact avec la paroi utérine. Il affute sa proprioception bien avant la naissance, comme si ses mouvements dans l’utérus le préparaient à la vie à l’extérieur. Ceux-ci lui permettent de mettre en place les échafaudages neuronaux sur lesquels son cerveau va ensuite construire des couches plus complexes,,,.
À la naissance, le schéma corporel du bébé est encore très pauvre ; il a une très faible conscience de son corps, de son volume, de la place qu'il occupe dans l'espace, il ne fait pas la différence entre lui et le monde qui l'entoure. Ce sont ses mouvements et ses interactions avec son environnement qui vont lui permettre de se construire petit à petit une représentation mentale de son corps (notamment via la proprioception consciente vers le cortex somesthésique primaire) et des mouvements qu'il peut réaliser,. En collaboration avec d'autres sens, notamment la vue, le système vestibulaire, et le toucher, la proprioception joue un rôle essentiel dans l'élaboration de ces représentations mentales. En effet, la motricité permet dès la naissance le dialogue entre le bébé et son milieu. Cette interaction est rendue possible grâce au couplage précoce réalisé entre la perception qu’il a de son environnement au travers de ses sens, et les actions qu’il engage pour interagir avec lui. Les informations que lui fournissent ses sens provoquent une réponse approximative de son système moteur qui ordonne un mouvement. Le cerveau calcule alors la différence entre le mouvement qu’il avait planifié à la suite des informations transmises par ses sens et celui qu’il a réellement exécuté́. Pour réaliser cette opération, il utilise plus particulièrement les retours sensoriels de la vue et de la proprioception, à la suite de l'action. S'il trouve une différence, elle est prise en compte par le cerveau qui ajuste les commandes motrices pendant qu'il réalise le geste, pour l'améliorer. À force d’allers-retours entre système sensoriel et moteur, ce circuit, le « couplage perception-action », développe et consolide un réseau neuronal approprié à la réalisation des gestes désirés. L’apprentissage de la marche en est une très bonne illustration. Au début le bébé fait des mouvements très approximatifs, tombe, puis à force de répétitions, il améliore ses gestes et finit par marcher. Le circuit sensorimoteur de la marche s’est inscrit dans son cerveau,. Le couplage entre la perception et l’action est à la base de la construction de ses représentations sensorimotrices.
Les représentations mentales du corps, et du corps en action, s'acquièrent avec l'âge et s'affinent avec la répétition de gestes et d'expériences très diverses,. L’adolescence est une autre étape décisive de cette construction, en plus accélérée. Le corps change, grandit, s’étoffe, et en raison de ces bouleversements rapides, la multitude de nouvelles informations proprioceptives génère une nouvelle carte corporelle. À l’âge adulte, le schéma corporel est mature, mais il est constamment mis à jour en fonction de nos expériences et des changements que subit notre corps : nouvelle pratique sportive, prise de poids, blessure, etc,. Si une partie du corps est immobilisée à la suite d'une blessure, il perd de sa finesse et une rééducation est nécessaire pour le restaurer et éviter une blessure ultérieure,. Des études en neuroimagerie ont montré qu'immobiliser un membre durant 5 jours suffit à altérer le réseau sensorimoteur cérébral chez le sujet sain. À l'inverse, sous l'effet de l'entraînement, il peut être amené à des sommets comme chez les danseurs professionnels, les musiciens, ou les sportifs de haut niveau,,.
Des déficits proprioceptifs apparaissent avec le vieillissement et expliquent en partie les difficultés observées dans la vie quotidienne des personnes âgées : nombre de récepteurs musculo- tendineux et articulaires en baisse et forte perte du nombre de capteurs proprioceptifs au niveau du pied en particulier, ce qui a un impact considérable sur l’équilibre,.
Des rééducations en psychomotricité ou en kinésithérapie  permettent d'améliorer les représentations mentales du corps chez les patients présentant un trouble du schéma corporel.
Il est recommandé à toute personne de maintenir, ou d'améliorer, sa proprioception avec de l’activité physique, quel que soit son âge et en l'adaptant à son profil,.

### Troubles des apprentissages
Le développement des représentations sensorimotrices est en lien avec la mise en place des fonctions exécutives telles que l’anticipation, l’adaptation et l’apprentissage, depuis l’enfance et jusqu’à la fin de l’adolescence. Une sous-utilisation de la sensorimotricité peut être à l’origine de déficits en cascade qui vont avoir un impact sur l’ensemble des apprentissages. Une atteinte des représentations internes est de plus en plus évoquée dans le cadre des troubles des apprentissages. Un consensus émerge actuellement sur l’existence d’un trouble de ces représentations chez les enfants souffrant de dyspraxie,,, elles commencent à être explorées dans la dyslexie.
En Belgique, des chercheurs testent chez les enfants dyspraxiques le port de gilet lestés à certains endroits, comme les bras, pour améliorer leur proprioception et les aider à mieux maîtriser le fonctionnement fin de leurs membres. Cette prise en charge semble montrer des résultats dans leurs apprentissages, notamment dans celui de l’écriture, qui est très problématique chez ces enfants.
En France, le Pr Christine Assaïante, dont le laboratoire étudie le rôle de la proprioception dans l'élaboration du schéma corporel, plaide pour une évaluation systématique de la sensorimotricité des enfants dans le cadre des troubles des apprentissages, même en l’absence de plainte, afin de mettre en place le plus rapidement possible des rééducations permettant de renforcer les représentations mentales du corps des enfants concernés.

### Apprentissages
Des études récentes ont montré que les représentations mentales du corps sont également liées aux compétences scolaires, notamment linguistiques et mathématiques. En effet, l’apprentissage du vocabulaire,, comme des mathématiques, s’ancre au départ dans les expériences sensorielles et motrices de notre corps. En France, des chercheurs réalisent actuellement une étude pour savoir si un entraînement physique et sensoriel des enfants, dès la maternelle, pourrait améliorer leur représentation de leur corps, et par-delà leurs compétences en mathématiques et en syntaxe. Selon eux, cette approche précoce pourrait aussi réduire le risque de dyspraxie sévère, améliorer les capacités motrices et sensorielles de ces enfants et favoriser leur plein épanouissement.

### Rééducation
Des protocoles médicaux d'amélioration (par l'entrainement) de la proprioception existent aussi, et des études ont porté sur la spécificité des types d’entraînement, sur l’acquisition des compétences proprioceptives, sur la rétention des effets de ces apprentissages et sur le transfert de compétences proprioceptives (ré)apprises vers d'autres parties du corps (membre controlatéral typiquement). Ces études ont montré que de nombreux types de programmes d’entraînement sensorimoteur, même non spécifiquement conçus pour faire travailler l’acuité proprioceptive peuvent l'améliorer.

## Fonctions
La proprioception peut être comparée à un GPS qui s’appuie sur les représentations mentales de notre corps et nous permet de percevoir précisément celui-ci à chaque instant, en nous donnant des signaux de localisation. Grâce à elle, le cerveau peut déterminer la position, la vitesse et la direction de tous nos segments corporels. La proprioception va donc guider efficacement nos mouvements et pas uniquement en l’absence de vision. Elle joue aussi un rôle essentiel dans la localisation spatiale sensorielle et dans la perception multisensorielle.

### Contrôle moteur et postural
Pour maintenir l'être humain en équilibre, lui permettre de tenir debout et de se mouvoir, le système nerveux central prend en compte les informations provenant de plusieurs organes des sens. Les yeux scannent constamment l' environnement à la recherche de verticalité et d’horizontalité (nous recherchons des lignes de repères, car nous tenons debout en formant une espèce d’angle droit avec le centre de gravité). Le système vestibulaire contribue à la sensation de mouvement, à l’équilibre et permet au cerveau de connaître l’inclinaison du corps en utilisant la gravité comme référentiel. La proprioception l'informe de la position des différentes parties du corps et des récepteurs pressionnels très sensibles, situés sous la plante des pieds, le renseignent aussi sur l’inclinaison du corps,,.
Quand ces différents systèmes transmettent des informations concordantes entre elles, le cerveau peut établir une cohérence de toutes les informations qu’il reçoit. Les centres nerveux réagissent en contractant ou relâchant certains muscles afin de réguler le tonus musculaire, pour assurer l’équilibre du corps et réaliser les mouvements désirés. En revanche, la non-concordance des informations sensorielles est à l’origine de symptômes désagréables, comme le vertige, l'agoraphobie ou la cinétose,,.
Le système nerveux central utilise chaque système sensoriel dans des proportions différentes pour se représenter le corps en position debout : 20% proviennent du système vestibulaire, 30% de la vision et 50 % de la proprioception. Selon les circonstances, il va s’appuyer différemment sur ses différentes informations proprioceptives, privilégiant les informations de la cheville sur sol stable, et celles de la région lombaire sur sol instable. Pour s’adapter à l’environnement, cette capacité de modulation des informations sensorielles est indispensable. La flexibilité proprioceptive est donc nécessaire pour un maintien optimal de l’équilibre. Or, la qualité de la proprioception varie d’une personne à l’autre et si les informations proprioceptives sont altérées, la flexibilité peut l’être aussi .

### Localisation spatiale
Au-delà de son rôle mieux connu dans le contrôle du mouvement, la proprioception joue un rôle essentiel dans la manière dont notre cerveau gère les informations provenant de nos autres sens, notamment celles de la vue, pour nous permettre de nous situer dans notre environnement. Elle collabore toujours avec nos autres organes des sens et influence fortement leur travail en donnant constamment au cerveau l’indication de leur place respective dans le corps. Le Pr Jean Pierre Roll et son équipe ont modifié expérimentalement, par des vibrations mécaniques donnant au cerveau une illusion de mouvement, la proprioception des muscles des yeux, du cou ou même de la cheville d’un sujet maintenu immobile. Ces stimulations proprioceptives ont provoqué chez lui l’illusion du déplacement de la cible visuelle qu'il fixait, alors même que ni ses yeux, ni son corps ne bougeaient. La proprioception musculaire fonctionne en chaîne et peut influencer l’interprétation par le cerveau de ce que nous voyons, elle est au centre des phénomènes neurologiques qui nous permettent de situer les stimuli sensoriels dans l’espace. Le Pr Roll a résumé ainsi le résultat de ces recherches, dans la revue Intellectica :
«  Comment pourrions-nous localiser une cible visuelle dans l’espace sans que le système nerveux soit précisément informé du lieu où se trouve le corps et, notamment, l’œil? [...] La rétine est portée par un ensemble de segments corporels mobiles et emboîtés que sont successivement l’œil, la tête, le tronc et les jambes : les signaux proprioceptifs, issus de toute la chaîne des muscles mobilisant ces segments, « disent » à tout instant au cerveau quelle est l’attitude ou quels sont les mouvements du corps, et lui permettent le calcul de la position absolue de la rétine dans l’espace. L'ensemble des informations issues des muscles, depuis ceux des pieds qui ancrent le corps sur le sol jusqu'à ceux des yeux qui ouvrent le corps sur le monde (qu'avec R Roll nous avons nommé "chaîne proprioceptive") est indispensable à la connaissance, à chaque instant, de notre position dans l'espace. »
 Ainsi, la proprioception nous permet de localiser les informations sensorielles dans l'espace et d'y situer notre corps, elle est « un sens premier, celui qui donne sens à nos autres sens ».

### Perception multisensorielle
Le cerveau reçoit en permanence une multitude d’informations sensorielles de nos organes des sens extéroceptifs, qui captent les informations de notre environnement ; mais aussi de nos sens intéroceptifs, qui lui apportent des renseignements sur nos sensations corporelles et sur l'état interne de notre corps. Toutes ces sensations ne sont pas conscientes, le cerveau les regroupe, les trie et les fusionnent pour ne faire parvenir à notre conscience que celles qui sont utiles à l’action en cours ou envisagée et générer ainsi une perception unifiée de notre corps et du monde qui nous entoure (on parle alors d'intégration multisensorielle). Cette intégration des informations sensorielles permet notamment de faire émerger le sentiment de propriété corporelle, c'est-à-dire qu'un de nos membres fait bien partie de notre corps.
L’intégration multisensorielle est maximale quand les stimuli sensoriels sont simultanés ou dans une courte fenêtre temporelle, et quand ils sont situés dans une même position spatiale ou dans une position proche. Un nombre important de travaux en neurophysiologie a décrit les propriétés de réglage neuronal dans de nombreuses régions (sous-)corticales comme étant sensibles à la coïncidence spatiale et temporelle des entrées multisensorielles. La proprioception est le lien spatial entre tous nos organes des sens et nous permet de localiser précisément les informations sensorielles dans l’espace. Elle intervient donc dans le choix des sensations qui sont retenues par le cerveau pour élaborer une perception adaptée à l’action. La proprioception joue un rôle important dans la perception multisensorielle et une dysfonction proprioceptive peut entraver le bon déroulement de l’intégration multisensorielle,.
En France, le Dr Patrick Quercia et son équipe ont testé le rôle de la proprioception dans l'intégration multisensorielle d'enfants témoins et dyslexiques. Ils ont montré qu'en modifiant leur proprioception oculaire, ils provoquaient l'apparition de pertes visuelles transitoires à l'écoute de différents sons, mais aussi en utilisant des stimulations proprioceptives à différents endroits du corps. Cet effet était considérablement plus important dans la population d’enfants dyslexiques,,.

## Illusions corporelles
Les illusions sensorielles occupent une place importante dans la recherche en neurosciences, car elles permettent de mieux comprendre les différents processus animant le cerveau et la manière dont il interprète les signaux transmis par nos sens. Les illusions corporelles mettant en jeu la proprioception ont été beaucoup utilisées par les chercheurs pour comprendre le fonctionnement de ce sens. Ces illusions montrent aussi les prouesses dont est capable le cerveau pour résoudre des conflits sensoriels et ouvrent la voie à des perspectives thérapeutiques visant à leurrer le cerveau pour l'obliger à recalibrer ses représentations mentales du corps, quand elles sont erronées (membre fantôme, lésion cérébrale, anorexie, etc.).

### Illusion de déplacement
Jean-Pierre et Régine Roll ont beaucoup utilisé les illusions proprioceptives pour comprendre comment fonctionne la proprioception. Ils ont par exemple eu recours à une matrice de microvibrateurs qu’ils ont placé sous les pieds de volontaires. Les vibrations produites par celle-ci sont à l’origine de microdéformations des récepteurs de la pression plantaire, qu’elles activent. Les sujets de l’expérimentation ont alors l’illusion que le poids de leur corps se porte sur la région de la plante des pieds soumise à la vibration. Le cerveau interprète ce message comme un perte d’équilibre, alors que le corps est resté parfaitement vertical. Si l’expérimentateur simule une augmentation de pression sous le talon, ce qui donne l'illusion que le corps se penche en arrière, le sujet réagit en se penchant vers l’avant involontairement, afin de corriger l’impression de chute. En stimulant différemment les capteurs plantaires, d’autres inclinaisons du corps ont été obtenues. Et quand tous les récepteurs des deux voutes plantaires sont stimulés simultanément, le sujet a l’illusion que son corps s’élève .

### Illusion de Pinocchio
Cette illusion a été imaginée par des chercheurs qui ont utilisé des vibrations au niveau des tendons du bras d'un sujet ayant les yeux fermés, ces stimulations proprioceptives lui donnant l'illusion que son bras était en extension alors qu'il n'avait pas bougé. Puis il lui ont demandé de toucher son nez et ont déclenché l'illusion de mouvement, il a alors senti son bras s'allonger et son nez grandir d'autant. Le cerveau, dont le premier rôle est d'assurer la survie, aime la cohérence des informations provenant de ses sens. Dans l'illusion Pinocchio, il est confronté à des informations contradictoires : d'un côté, il sent le bras s'étendre, et de l'autre il continue de sentir le doigt en contact avec le nez. Pour résoudre ce conflit, le cerveau produit alors l'illusion que le nez s'est allongé.

### Illusion de la main en caoutchouc
En 1998, Matthew Botvinick et Jonathan Cohen publient dans la revue Nature une expérience corporelle mettant en jeu un conflit entre la vision, le toucher et la proprioception : l'illusion de la main en caoutchouc. Un participant est assis devant une table sur laquelle repose une main en caoutchouc à l'endroit où pourrait être la sienne, alors que sa véritable main est cachée derrière en panneau. Le participant observe le chercheur qui caresse avec un pinceau la main en caoutchouc. Dans le même temps, le chercheur caresse exactement de la même manière la main dissimulée à sa vue. Au bout d’un moment, le sujet dit avoir la sensation que la fausse main lui appartient. Cet effet peut être si fort que le sujet devient moins capable d’utiliser sa main, comme si le cerveau ne la considérait plus comme faisant partie de son corps. Dans cette expérience, face à des stimuli visuels et tactiles qui lui disent une chose et une information proprioceptive qui lui en dit une autre, le cerveau tente de réduire ce conflit en donnant raison au toucher et à la vision, qui semblent dans ce cas précis prédominer,.

### Illusions de propriété du corps
À Stockholm, le chercheur Henrik Ehrsson a poussé encore plus loin l'illusion de la main en caoutchouc en créant des illusions de sortie du corps, à l’aide de lunettes de réalité virtuelle. Dans l’une d’elles, deux petites caméras dirigées vers le sol sont posées sur la tête d’un mannequin et reliées à un casque de réalité virtuelle que porte le sujet de l’expérience. Il est demandé à celui-ci de regarder son ventre, il voit alors ce que filment les caméras : les pieds du mannequin, ses jambes et son ventre nu. Le chercheur touche alors le ventre du volontaire avec un crayon et fait le même geste, synchrone, avec un autre crayon, sur le ventre du mannequin. Très rapidement, le sujet a la sensation étrange d’être passé dans le corps du mannequin. Si le crayon est remplacé par un couteau qui menace uniquement le corps du mannequin, le volontaire se sent physiquement agressé,. Comme dans l'illusion de la main en caoutchouc, face à des stimuli visuels et tactiles qui lui disent une chose et une information proprioceptive qui lui en dit une autre, le cerveau résout le conflit sensoriel en ignorant la proprioception et en donnant raison au toucher et à la vision. Dans d'autres expérimentations, Ehrsson a réussi à convaincre les participants qu'ils avaient sauté dans le corps d'une petite poupée Barbie, ou qu’ils possédaient une troisième main. Cette malléabilité étonnante suggère que le cerveau construit en permanence son sentiment d’appartenance à son corps à l’aide d’informations provenant de tous les sens – une découverte qui a valu à Ehrsson des publications dans des revues scientifiques de renom. À noter que tout le monde ne succombe pas à ces illusions, Ehrsson pense que les personnes capables de localiser leurs membres de manière experte sans la vue, comme les danseurs ou les musiciens, y sont moins sensibles. Lui et d’autres chercheurs cherchent maintenant à comprendre les détails de l’intégration multisensorielle. Leur hypothèse est que des neurones « multisensoriels » intègrent les informations provenant de tous les sens pour créer une représentation cohérente du corps. Ehrsson s’efforce aussi  de transformer ses illusions en un objectif pratique, comme développer des membres artificiels qui soient mieux tolérés par leurs receveurs .
D’autres chercheurs ont ensuite cherché à savoir dans quelle mesure des formes corporelles extrêmes peuvent rester acceptables pour le cerveau humain. À l’aide de casques de réalité virtuelle, ils ont exploré trois types de corps virtuels : un animal à quatre pattes sous la forme d’un tigre, un animal volant sous la forme d’une chauve-souris et une créature avec un exosquelette entièrement différent sous la forme d’une araignée. Pour déclencher l’illusion chez les participants de l’étude, ils ont fait correspondre précisément, dans chaque cas, les mouvements du corps du sujet aux mouvements du corps virtuel. Les résultats montrent que, dans ces conditions, les humains adoptent facilement des avatars non humanoïdes, comme le corps d’une araignée, même si elle possède un squelette très différent du nôtre. Pour les chercheurs, ces « résultats empiriques démontrent que la possession d'un corps virtuel est également applicable aux non-humanoïdes et peut même surpasser les avatars de type humain dans certains cas ». Ces travaux de recherche peuvent avoir des applications dans le monde du jeu vidéo, mais aussi dans l’éducation ou la formation,.

## Imagerie motrice
L’imagerie motrice se définit comme la représentation mentale d’une action, sans qu’elle ne soit exécutée réellement. Imaginer une action active les mêmes circuits neuronaux que son exécution, cependant un processus d’inhibition motrice est actif pour éviter que la représentation mentale ne débouche sur l’exécution du geste. L’imagerie motrice rappelle les sensations générées par le mouvement réel et se construit en s’appuyant sur la proprioception, qu'elle soit musculaire ou articulaire, et sur les informations vestibulaires.
L’imagerie motrice a montré des bénéfices dans le domaine de la motivation et de la confiance en soi, mais elle est principalement utilisée dans le domaine sportif. Elle favorise l’acquisition et la correction de techniques sportives, sans toutefois remplacer la pratique physique qui reste le moyen le plus efficace de s’améliorer. L’entraînement par imagerie motrice étant simple à mettre en place, il permet aux sportifs d’améliorer leurs performances sans risquer le surentraînement et leur permet de continuer à s’entraîner quand ils sont blessés.
L’imagerie motrice est aussi utilisée en rééducation. Des protocoles de recherche cherchent à évaluer si imaginer un mouvement en complément d’une rééducation kinésithérapeutique pourrait aider des patients paralysés à recouvrer leurs fonctions motrices. Les premiers résultats sont encourageants.
Enfin, l’imagerie motrice est utilisée en recherche pour explorer la qualité des représentations internes de l’action d’un sujet, la qualité de ses représentations sensorimotrices. De nombreuses études en imagerie motrice ont montré une atteinte de ces représentations chez l’enfant dyspraxique,, elles commencent à le montrer aussi chez l’enfant dyslexique et chez certains adultes dyslexiques.

## Proprioception et émotions
La recherche a montré récemment que la proprioception musculaire peut varier en fonction de nos émotions. Les chercheurs ont découvert que les récepteurs musculaires sont plus excitables en présence d’émotions positives ou négatives, comme de joie ou de tristesse. Le rôle de ces récepteurs est d’informer sur le mouvement en cours, mais ils ont aussi pour rôle de l’assister. Souvent, une émotion déclenche une action et l'augmentation de la sensibilité musculaire va faciliter la réalisation des mouvements qui sont générés par les émotions.
Des chercheurs se sont intéressés à l’impact de l’injection de toxine botulique dans le front de personnes dépressives. En paralysant temporairement et réversiblement le muscle corrugateur (région comprise entre les sourcils), ils ont constaté qu’ils amélioraient l’état de leurs patients. Pour eux, cet effet repose sur le fait que la paralysie des muscles de la zone frontale, qui expriment avant tout des émotions négatives telles que la tristesse en cas de dépression, entraîne une interruption des afférences proprioceptives générées par ces émotions entre le visage et le cerveau. Le Botox, en interrompant la transmission de ces messages, empêcherait ainsi l’entretien de l’humeur dépressive. Ces chercheurs ont introduit le concept de « Proprioception Emotionnelle ». Cette piste est explorée pour traiter certaines formes de dépression,, elle pourrait avoir diverses implications dans d’autres pathologies touchant la région amygdalienne, comme les syndromes de stress post-traumatiques, mais aussi dans d'autres troubles mentaux caractérisés par un excès d'émotions négatives, par exemple le trouble de la personnalité limite.
Dans une autre étude, le Botox injecté dans le front des participantes a affecté la manière dont elles interprétaient les émotions des visages qui leur étaient présentés sur des photos. L’ IRM a montré que l’activité cérébrale de ces femmes était altérée dans certaines zones du cerveau impliquées dans la perception des émotions, notamment l'amygdale. Ces résultats concordent avec l’hypothèse du feedback facial, selon laquelle les gens reflètent instinctivement les expressions faciales dans le but d’identifier et d’éprouver l’émotion exprimée devant eux. Les chercheurs notent que la paralysie temporaire des muscles faciaux causée par le Botox entrave la capacité d’une personne à refléter les émotions exprimées devant elle, modifiant ainsi l’activité de son cerveau lorsqu’elle tente d’interpréter les émotions. Lors d'une autre expérimentation, l'injection de Botox a modifié la manière dont les participants percevaient les émotions en lisant un texte. Si l'injection ciblait le muscle corrugateur du front, la compréhension des émotions négatives était altérée ; si l’injection était réalisée autour de la bouche, ce sont les émotions positives qui étaient moins bien perçues.
Notre visage reflète nos émotions, mais nos expressions faciales peuvent aussi influer sur nos émotions, car le cerveau est toujours à la recherche de ce qui est appelé la congruence corps-esprit. Si l’émotion que nous exprimons avec notre visage ne correspond pas à notre état d’esprit réel (par exemple si nous affichons un visage détendu alors que nous sommes stressés), le cerveau commence à générer ce qui est appelé une migration d'humeur pour adapter l’humeur à l’information proprioceptive des muscles du visage. Le même phénomène se produit avec certaines postures corporelles que le cerveau associe à un état émotionnel : si le corps adopte une posture caractéristique de la tristesse, comme une posture voûtée, le cerveau commence à activer les mécanismes neuronaux caractéristiques de la tristesse. Nous pouvons avoir une influence sur nos émotions en prêtant plus attention à notre corps.

### Troubles du neurodéveloppement et émotions
En 2024, une étude visant à explorer la relation entre la proprioception et les performances émotionnelles et sociales chez des enfants atteints de troubles du spectre autistique, de paralysie cérébrale, ou au développement typique, a montré une corrélation significative entre les déficits proprioceptifs et les difficultés émotionnelles dans ces échantillons pédiatriques, avec des schémas de déficience proprioceptive différents selon le trouble neurologique sous-jacent. Les enfants atteints de paralysie cérébrale présentaient des déficits importants dans la connaissance proprioceptive et émotionnelle, alors que les enfants atteints de TSA présentaient principalement des difficultés de réactivité sociale. Ces résultats suggèrent un impact différent des déficits proprioceptifs sur les performances émotionnelles et sociales dans les troubles neurodéveloppementaux. Ils soutiennent également fortement la recommandation d'évaluer les déficits proprioceptifs dans le cadre de la caractérisation clinique des troubles émotionnels chez les enfants, et désignent la proprioception comme une cible thérapeutique potentielle pour équilibrer la régulation des émotions chez les enfants atteints de troubles neurodéveloppementaux.

## Déficits proprioceptifs
La proprioception peut être altérée en raison de causes diverses, dont certaines sont déjà bien identifiées. L'offre de soin est encore très restreinte, notamment du fait de la méconnaissance de ce sens, néanmoins la recherche explore des pistes de traitement dans différentes affections.

### Déafférentation
De rares patients totalement privés de proprioception à la suite d’une neuropathie, pathologie du système nerveux - on parle alors de déafférentation - ont permis à la recherche de mieux comprendre le rôle de ce sens, dont il est difficile de simuler l'absence, contrairement à d'autres sens comme la vision ou l'audition (en fermant les yeux ou en se bouchant les oreilles),,. Cette impossibilité à simuler une absence de proprioception participe à la méconnaissance de ce sens.
Le rôle de la proprioception devient évident en observant la motricité des patients déafférentés. Chez ces sujets, quand la lésion survient, la commande motrice reste possible (envoi d'un ordre du cerveau vers le muscle), mais ces patients sont au départ comme paralysés, incapables de faire un mouvement. Ils ne sentent plus leur corps, ils ne savent plus où sont leurs bras et leurs jambes, ni quelle est la position de leur corps. Après un long entraînement, ces patients sortent petit à petit de leur paralysie, à condition de contrôler leurs mouvements du regard,. Néanmoins, se tenir debout et marcher demeurent souvent impossible en raison du risque de chute, la majorité d'entre eux doit utiliser un fauteuil roulant. Ces patients peuvent réapprendre à saisir des objets, mais leur dextérité reste limitée et chaque geste leur demande beaucoup de temps et d'attention. Sans proprioception, réussir un mouvement, le répéter et l'automatiser est presque impossible, car la vision ne permet pas de compenser complètement la perte de proprioception pour assurer un contrôle moteur normal.

### Mutation du gène PIEZO 2
De très rares patients naissent avec une mutation importante impliquant un déficit fonctionnel du gène PIEZO2, qui code pour une protéine sensible à la pression, impliquée dans la proprioception et le toucher. En plus de présenter une scoliose très sévère, ils sont atteints de malformations des hanches, des doigts et des pieds. Ils rencontrent des problèmes d'équilibre, des difficultés pour marcher, ainsi que pour contrôler leurs mouvements. Ces patients manquent de conscience corporelle, ils ne parviennent plus à marcher et à contrôler leurs mouvements quand on les prive de la vue. Ils sont également moins sensibles à certaines formes de toucher (ex : ils ne sentent pas les vibrations d’un diapason). Malgré tout, leur système nerveux se développe correctement et ces patients semblent compenser en partie leurs difficultés en s’appuyant fortement sur la vision et leurs autres sens,,,.
Des études ont montré que d'autres mutations du gène PIEZO2, avec une fonction augmentée, peuvent avoir divers effets sur la protéine PIEZO2, pouvant entraîner des troubles musculosquelettiques génétiques, notamment l'arthrogrypose distale de type 5, le syndrome de Gordon et le syndrome de Marden-Walker.

### Membre fantôme
Quand des personnes se retrouvent paralysées ou perdent un membre à la suite d'une blessure ou d'une amputation, elles perdent définitivement les sensations proprioceptives de cette partie de leur corps. Elles peuvent cependant continuer à percevoir une sensation confuse de l'existence de ce membre, ce qu'on appelle le syndrome du membre fantôme. Les sensations fantômes peuvent survenir sous la forme de sensations proprioceptives passives de la présence du membre ou de sensations plus actives telles que la perception d'un mouvement, d'une pression, d'une douleur, etc. Il existe diverses théories concernant l’étiologie des sensations et de l’expérience des membres fantômes. L'une d’elles est le concept de « mémoire proprioceptive », selon lequel le cerveau conserve une mémoire des positions spécifiques du membre et qu'après l'amputation, il y a un conflit entre le système visuel, qui voit réellement que le membre est manquant, et les représentations internes du corps qui se souviennent encore du membre en tant que partie fonctionnelle du corps.
Un traitement étonnant pour la douleur du membre fantôme consiste à placer le membre restant devant un miroir de manière à tromper le cerveau en lui faisant croire que le membre manquant est bien vivant. L’implication et la concentration du patient sont indispensables, il doit se concentrer et imaginer que son membre manquant bouge, s'il est passif, aucun résultat n’est obtenu (cf. Proprioception et imagerie motrice).
La thérapie miroir a cependant des limites, car le système visuel ne semble pas suffisant pour remplacer totalement les réafférences proprioceptives. Pour combler ce manque, les chercheurs testent actuellement les effets de l’illusion de mouvement du membre fantôme, induite par des vibrations proprioceptives. Les résultats de leur étude, concernant son impact sur la douleur fantôme, sont encourageants .

### Dysproprioception
La proprioception peut dysfonctionner sans qu'il y ait de lésion, on parle alors de Syndrome de Dysfonction Proprioceptive (SDP) ou de dysproprioception,,,. Cette dysfonction affecte alors les trois fonctions principales de la proprioception : le contrôle postural, la localisation spatiale et la perception multisensorielle. La proprioception étant un sens très diffus, disséminé dans tout l'organisme, les symptômes d'une dysproprioception sont extrêmement variés. Ils peuvent se manifester par des douleurs musculaires et ostéoarticulaires chroniques, des sensations vertigineuses, des maladresses praxiques, une dysgraphie ou encore des troubles des apprentissages comme la dyspraxie et la dyslexie. La dysproprioception peut affecter la proprioception oculaire et engendrer des difficultés dans le repérage spatial et la perception visuelle.
C’est en 1979, à Lisbonne, que le Dr Henrique Martins Da Cunhà, médecin rééducateur portugais, a décrit pour la première fois un tableau clinique complexe lié à une dysfonction de la proprioception, qu’il appellera « Syndrome de Déficience Posturale (SDP)». Aujourd'hui, des cliniciens et des chercheurs poursuivent les recherches sur le sujet. À la lumière des connaissances établies sur les fonctions de la proprioception, ils ont affiné l’examen clinique et le traitement du SDP, ils préfèrent désormais parler de Syndrome de Dysfonction Proprioceptive (SDP), ou de dysproprioception. Selon eux, le Syndrome de Dysfonction Proprioceptive est à l’origine non seulement d’une asymétrie du tonus postural, mais aussi de troubles de la localisation spatiale sensorielle, et de troubles perceptifs visuels et auditifs en raison d'une intégration multisensorielle inadaptée, qu'il faut aussi corriger. La prise en charge de la dysproprioception est pluridisciplinaire et peut impliquer différents professionnels selon les besoins du patient: ophtalmologues, médecins généralistes, orthodontistes, orthoptistes, podologues, ostéopathes, ou kinésithérapeutes. Des recherches supplémentaires sont nécessaires afin de préciser les critères diagnostics du SDP et pour établir l’efficacité de cette prise en charge.
Les dysfonctions proprioceptives sont encore difficilement diagnostiquées et le parcours médical des patients qui en souffrent est souvent long et chaotique.

#### Dyslexie
Une prise en charge proprioceptive de la dyslexie fait l’objet de recherche en France au sein de l’INSERM depuis plusieurs années, emmenée par le Dr Patrick Quercia. Dans cette approche, il est considéré que l’origine de la dyslexie est une dysperception proprioceptive. Il ne faut donc pas se limiter à une rééducation orthophonique, la dyslexie n’étant qu’un symptôme d’un ensemble dysfonctionnel plus vaste, mais proposer une correction globale de la dysproprioception. Dans ce but, il est proposé aux enfants dyslexiques : 1/ des verres de lunettes avec prismes, pour réguler la tension des muscles oculomoteurs, 2/ des ALPH (petites surépaisseurs de résine colées sur les dents) pour améliorer la proprioception de la bouche, 3/ le port de semelles proprioceptives (dites posturales) pour mieux contrôler l’équilibre musculaire postural, 4/ des exercices respiratoires portant essentiellement sur la récupération d’une bonne respiration abdominale, 5/ le maintien de bonnes positions pour le travail scolaire et l'endormissement,,. Il est toujours recommandé d’associer à cette prise en charge une rééducation orthophonique. Ce traitement proprioceptif de la dyslexie a été souvent décrié et plus souvent encore ignoré par la communauté scientifique.
En 2016, l'INSERM a évalué l'efficacité et la dangerosité du traitement proprioceptif de la dyslexie. Bien qu'ils y évoquent « des témoignages de succès du traitement », les auteurs du rapport ont conclu qu’en raison de travaux de recherche encore insuffisants « à ce jour, les données scientifiques disponibles ne permettent pas de conclure à l’efficacité du traitement proprioceptif dans la prise en charge de la dyslexie », mais « les données de sécurité étant rassurantes il n’y a pas d’éléments pour contre-indiquer le recours à cette prise en charge si elle est souhaitée ». Ils ont néanmoins constaté une aggravation des troubles de la lecture dans 10% des cas dans une des premières études, mais ont souligné qu'elle pouvait être due à l'évolution naturelle de la dyslexie. Ce rapport a recommandé la poursuite des recherches, ajoutant que ce challenge concernait aussi la rééducation orthophonique, les méthodes traditionnelles de rééducation étant encore insuffisamment évaluées,. En 2019, dans son magazine, l’INSERM a présenté les travaux du Dr Patrick Quercia dans la dyslexie comme un des nouveaux domaines de recherche concernant les troubles des apprentissages. En 2021, lui et son équipe de recherche ont montré pour la première fois, dans une étude publiée dans Scientific Reports, que les dyslexiques ont un trouble proprioceptif, ceci supportant le rôle causal de troubles sensoriels dans la dyslexie.
Dans une publication datant de 2024, des chercheurs du CNRS ont utilisé pour la première fois les mouvements oculaires pour valider l’amélioration des capacités de lecture d’enfants atteints de dyslexie développementale ayant bénéficié d’une rééducation orthophonique seule, ou d’une intervention proprioceptive en plus de la prise en charge orthophonique. Après neuf mois de prise en charge, seul le groupe ayant bénéficié de l’intervention proprioceptive a vu ses performances en lecture, silencieuse et à haute voix, significativement améliorées, avec des mouvements oculaires plus fluides et plus rapides, atteignant des valeurs similaires à celles des performances des normo-lecteurs. Dans ce groupe, la reconnaissance des mots écrits s’est également améliorée, ce qui indique un meilleur accès lexical. Pour les chercheurs, ces résultats montrent que l’intervention proprioceptive pourrait constituer un outil précieux pour l’amélioration de la lecture chez les enfants dyslexiques .

#### Syndrome d'Ehlers-Danlos
Les personnes atteintes du Syndrome d’Ehlers-Danslos type hypermobile souffrent, parmi d'autres symptômes, d’une dysproprioception sévère,. En effet, cette maladie du tissu conjonctif provoque un déficit fonctionnel du collagène, dans lequel se trouvent de nombreux propriocepteurs qui envoient alors au système nerveux central des informations erronées, les sensations corporelles ne parviennent pas ou sont déformées et trompeuses. Elles occasionnent des subluxations  d’articulation, une grande maladresse, des chutes, etc. Des prises en charge non médicamenteuses sont proposées pour améliorer la proprioception de ces patients :  vêtements compressifs sur mesure, utilisation d’orthèses semi-rigides sur mesure qui limitent l’hypermobilité articulaire, kinésithérapie ou encore séances de psychomotricité pour améliorer le schéma corporel.

### Trouble du traitement sensoriel
Le trouble du traitement sensoriel (ou SPD, pour Sensory processing disorder) désigne un trouble correspondant à une difficulté ou à une incapacité du système nerveux central à traiter adéquatement les flux d'informations sensorielles arrivant au cerveau, lequel ne peut alors fournir de réponses appropriées aux exigences de l'environnement. Les personnes atteintes de SPD peuvent traiter inadéquatement tout ou partie des "stimuli" sensoriels : visuels, auditifs, olfactifs (odeur), gustatifs (goût), tactiles (toucher), vestibulaires (équilibre), proprioceptifs et intéroceptifs (sens corporels internes).
Ce trouble est présent chez de nombreuses personnes atteintes d'un trouble du spectre autistique (TSA) et/ou d'un trouble déficitaire de l'attention avec hyperactivité (TDAH).
La question de savoir si le SPD est un trouble indépendant, ou s'il représente les symptômes observés de divers autres troubles connus (ou inconnus) est encore en débat.
La thérapie d'intégration sensorielle (TIS) ou Sensory integration therapy (SIT en anglais) a été développée dans son modèle initial par l'ergothérapeute, docteur en psychologie et neurosciences Anna Jean Ayres, et publiée dans les années 1970. Cette prise en charge, principalement proposée par des ergothérapeutes, vise à aider les enfants ayant des difficultés de traitement de l'information sensorielle, et plus précisément à traiter le trouble de l'intégration sensorielle. Elle se concentre sur trois principaux systèmes sensoriels : vestibulaire, proprioceptif et tactile.
La théorie d'intégration sensorielle d'Ayres a été et reste fréquemment critiquée. Mais depuis les années 2010, des études basées sur une méthodologie améliorée laissent penser que des preuves de l'utilité des approches proposés par Ayres sont en train d'émerger, au moins pour le soutien aux profils autistiques.

### Pathologie
Différentes affections peuvent engendrer des déficits proprioceptifs :  traumatisme des nerfs, de la moelle épinière ou du cerveau, Accident Vasculaire Cérébral, sclérose en plaques, maladie de Parkinson, carence en vitamine B12, obésité, exposition prénatale à l'alcool , etc., impactant fortement la qualité de vie de ces patients,. Ces déficits sont à l'origine de symptômes plus ou moins handicapants comme des troubles de la concentration, de l'équilibre, de la coordination, de l'orientation, etc.. Mais il n’existe pas encore de spécialiste de la proprioception clairement identifié, ni de protocole pour quantifier l’acuité proprioceptive et la prendre en charge, il n’y a pas non plus de moyen d’évaluer l’évolution du déficit proprioceptif à la suite d’une rééducation. 
Néanmoins, des prises en charge adaptées aux différents types de patients commencent à voir le jour pour les aider à prendre conscience de leur corps, comme un travail de rééducation chez un kinésithérapeute. Des neuroprothèses sont aussi à l’étude dans certaines pathologies, pour rétablir la communication entre les membres et le système nerveux central.
De nombreux travaux ont montré que les danseurs ont des facultés proprioceptives très supérieures à la moyenne, c'est pourquoi des programmes de danse ont été mis en place pour les patients souffrant de troubles neurologiques. Ils ont montré des résultats très encourageants. En s'appuyant sur la plasticité cérébrale, la danse permet de préserver ou d'améliorer les capacités sensorimotrices de ces patients 
. Chez les personnes atteintes de la maladie d'Alzheimer, la pratique régulière du tango thérapeutique permet de réapprendre des gestes simples qui avaient été oubliés. Par ailleurs, en plus d'améliorer la motricité, le tango présente d'autres effets positifs : il stimule la mémoire, favorise le contact avec l'autre et améliore la qualité de vie des patients .

## Proprioception des vertébrés et des invertébrés
La plupart des animaux possèdent plusieurs sous-types de propriocepteurs, qui détectent des paramètres cinématiques distincts, tels que la position des articulations, la tension et le mouvement des segments corporels. Bien que tous les animaux mobiles possèdent des propriocepteurs, la structure des organes sensoriels peut varier selon les espèces (par exemple, les vibrisses ou « moustaches » du chien).
La plupart des vertébrés possèdent trois types fondamentaux de propriocepteurs : les fuseaux neuromusculaires, qui sont intégrés dans les muscles squelettiques, les organes tendineux de Golgi, qui se trouvent à l'interface des muscles et des tendons, et les récepteurs articulaires, qui sont des mécanorécepteurs à bas seuil intégrés dans les capsules articulaires. De nombreux invertébrés, tels que les insectes, possèdent également trois types de propriocepteurs de base avec des propriétés fonctionnelles analogues. Les neurones chordotonaux codent pour la position et la vitesse des membres, les sensilles campaniformes sont sensibles à la pliure de l'exosquelette, et les plaques ciliées, un champ de poils situé dans les articulations, détectent le mouvement relatif des segments des membres grâce à la déviation des poils cuticulaires associés.
L'ensemble des signaux proprioceptifs sont transmis au système nerveux central, où ils sont intégrés aux informations provenant d'autres systèmes sensoriels, tels que le système visuel et le système vestibulaire, pour créer une représentation globale de la position du corps dans l'espace, de ses mouvements et de ses accélérations. Chez de nombreux animaux, le retour sensoriel des propriocepteurs est essentiel pour stabiliser la posture du corps et coordonner ses mouvements.

### Proprioception oculaire des vertébrés et des invertébrés
Tous les vertébrés possèdent six muscles responsables des mouvements de l'œil, même ceux dont la motricité oculaire est réduite à sa composante réflexe. On observe dans ces six muscles extra-oculaires des récepteurs sensibles à l'étirement, dont la forme varie selon les espèces : fuseaux neuro-musculaires, terminaisons libres, terminaisons « en palissade ». L'ensemble des régions du cerveau où se projettent ces fibres suggère que ces informations proprioceptives sont impliquées dans les fonctions visuelles et pré-oculomotrices. Chez le chat nouveau-né, la section du nerf trijumeau, qui véhicule les informations proprioceptives des muscles extra-oculaires, a un impact énorme sur son développement visuel : perturbation de l'architecture des structures du cortex qui permettent la perception de l'orientation des lignes dans l'espace, gêne dans l'apparition d'une bonne vision en relief et dans le développement d'une dominance oculaire normale, etc.,.
Les Invertébrés constituent un phylum très hétérogène en ce qui concerne leur système visuel, leurs capacités perceptives et leurs mouvements oculaires. Il ne semble pas y avoir de contrôle proprioceptif de leurs mouvements oculaires.

## Proprioception végétale
Les végétaux terrestres contrôlent l'orientation de leur croissance primaire grâce à plusieurs stimuli environnementaux orientés, comme la lumière ou la gravité. On parle de tropisme. Lors d'une étude du gravitropisme (l'orientation par la gravité), il a été démontré que les plantes ne peuvent pas maintenir leur port érigé seulement par la perception de l'inclinaison de la gravité. Il faut lui adjoindre une perception continue de la propre courbure de leurs tiges et une tendance à la rectification de celle-ci. Il s’agit ainsi de la perception par la plante de la position relative de ses différentes parties. Il s'agit donc d'un phénomène de proprioception,. Grâce à cette découverte, des chercheurs ont proposé et validé un modèle mathématique universel reproduisant le contrôle complet des mouvements de redressement sur onze espèces de plantes à fleurs terrestres, et sur des organes allant de la minuscule germination du blé à des troncs de peupliers,. Ce modèle montre que le caractère contrôlant la dynamique du mouvement et la forme finale de la plante est un ratio entre sa sensibilité à l'inclinaison par rapport à la gravité et sa sensibilité proprioceptive, et que ce ratio doit être ajusté à la taille de la plante. Des études ultérieures ont montré que les mécanismes proprioceptifs chez les plantes impliquaient des interactions entre myosine et actine, probablement dans des cellules spécialisées.
Ces résultats modifient l’image que nous avions de la sensibilité des végétaux, en montrant l’importance de la proprioception, à l’instar de ce qui a cours chez les animaux et les humains. Par ailleurs, ils fournissent de nouveaux concepts et outils pour l’amélioration génétique de la capacité des cultures à être plus résilientes à la verse, et des arbres à produire des fûts rectilignes et des bois de bonne qualité[réf. nécessaire].

## Proprioception et conscience de soi
Les découvertes sur le rôle cognitif de la proprioception, sur la proprioception consciente et son rôle dans l'élaboration des représentations internes du corps et de l'action (cf. le schéma corporel), ont amené les chercheurs à faire le lien entre proprioception et conscience de soi. Le Pr Jean Pierre Roll, chercheur français qui a permis de révolutionner la conception de la proprioception en montrant son rôle dans la cognition, a écrit dans la revue Intellectica :
«  Le corps lui-même, parce qu’il est doté de ses propres sensibilités (sensibilités proprioceptives), est à même de se « décrire » en permanence au cerveau afin qu’émerge la conscience des actions dans lesquelles il est engagé. Cette conscience de l’action semble trouver sa source au sein même de l’appareil moteur et notamment de la sensibilité proprioceptive dont il est doté. Plus qu’un « sixième sens » la sensibilité proprioceptive pourrait être un sens premier indispensable à l’émergence de la conscience de soi en tant qu’être capable d’action.  »
La découverte de la proprioception végétale a engendré un intérêt assez large dans la presse de culture scientifique et la presse généraliste,,, car elle révèle que les plantes sont plus complexes (ou « évoluées ») que certains l'établissent a priori. Elle suscite notamment des discussions sur la conscience et la sensibilité en raison de la proximité sémantique entre proprioception et conscience de soi,.

#### Bases de données et dictionnaires
- Ressources relatives à la santé :   - Medical Subject Headings
  - WikiSkripta
- Notices dans des dictionnaires ou encyclopédies généralistes :   - Britannica
  - Den Store Danske Encyklopædi
  - Gran Enciclopèdia Catalana
  - Internetowa encyklopedia PWN
  - Universalis